# Ted Sorensen
Theodore Chaikin "Ted" Sorensen, född 8 maj 1928 i Lincoln, Nebraska, död 31 oktober 2010 i New York, New York, var en amerikansk författare, advokat och presidentrådgivare. 

## Biografi
Sorensen var mest känd som USA:s president John F. Kennedys särskilde rådgivare och talskrivare. Kennedy själv kallade Sorensen för sin "intellektuella blodbank". Sorensen sågs av de flesta kännare som mannen bakom den klassiska frasen "fråga inte vad ditt land kan göra för dig, fråga vad du kan göra för ditt land". Sorensen själv hävdade dock bestämt att orden var Kennedys egna. Efter invasionen i Grisbukten och under de efterföljande berömda "tretton dagarna" blev Sorensen medlem i den så kallade "innersta cirkeln" av rådgivare. Efter mordet på Kennedy var en chockad Sorensen den förste att lämna Kennedy-administrationen. 
Sorensen avled 2010 i sviterna av ett slaganfall.